# 弓木春奈
弓木春奈（1986年12月15日—），出身於日本埼玉縣，目前是NHK的氣象預報員。

## 人物
出身於日本埼玉縣。高中畢業於埼玉縣立不動岡高校，大學則在青山學院大學文學部英美文學科畢業，與TBS電視台主播田中美奈實為同窗，擁有不錯的關係。2007年8月，取得氣象預報員的資格，隔年春天開始播報氣象，並從2008年到2010年9月約兩年半的時間，擔任TBS新聞氣象播報員，但之後辭職。2011年10月3日復歸主播臺，接替瀨岡友美負責NHK「早安日本」預報氣象的工作。

## 目前參與節目
- 早安日本（平日） - NHK總合

## 過去參與節目
- TBSニュースバード （TBS、JNN系列、BS-TBS、Sky PerfecTV!聯播）
- OH! HAPPY MORNING （JFN、星期一或星期二）